# Морешка
Морешка (итал. moresca) је традиционална средњовековна игра становника острва Корчуле. Настала је у Шпанији крајем 15. века у спомен борбе са Маврима. У тим борбама се учествовали и Корчулани. Игра је на Корчулу дошла преко јужне Италије и Дубровника. Скоро сасвим је нестала у земљама Медитерана, осим на Корчули где се већ преко 500 година изводи сваке године током лета на пригодним свечаностима.
Текст игре је на ијекавском наречју, а имена ликова и фигура су мешавина италијанских и шпанских речи. Садржај игре је једноставан. Црни краљ, који се у игри зове Моро (шпанска реч за Маварина) жели за жену девојку Булу, која воли белог краља. Због ње се краљеви и њихове војске боре. На крају бели краљ побеђује и девојка се удаје за њега. Извођачи носе богату старинску одећу, и вешто баратају сабљама. Музика која прати игру се кроз векове мењала, јер ју је компоновало више композитора тог доба. Године 1937. хрватски комозитор Крсто Одак је компоновао нову музику која прати игру од 1947. године.